# Phil Davis
Philip Davis (Grays, Essex, 30 de julho de 1953) é um cineasta, ator e roteirista britânico nascido na Inglaterra. 

## Carreira
Participou de diversos filmes e séries de televisão, tendo também dirigido e escrito alguns dramas durante sua carreira.

## Filmografia parcial
- Quadrophenia (1979)
- The Bounty (1984)
- High Hopes (1988)
- Alien 3 (1992)
- Blue Ice (1992)
- In the Name of the Father (1993)
- Vera Drake (2004)
- Casanova (2005)
- Notes on a Scandal (2006)
- Fast Girls (2012)